# Campionati europei di atletica leggera 2022 - 5000 metri piani femminili
La specialità dei 5000 metri piani femminili ai campionati europei di atletica leggera 2022 si è svolta il 18 agosto all'Olympiastadion di Monaco di Baviera, in Germania.

## Podio
| Pos.    | Atleta                  | Nazionalità   | Tempo    | Note |
| ------- | ----------------------- | ------------- | -------- | ---- |
| Oro     | Konstanze Klosterhalfen | Germania      | 14'50"47 |      |
| Argento | Yasemin Can             | Turchia       | 14'56"91 |      |
| Bronzo  | Eilish McColgan         | Gran Bretagna | 14'59"34 |      |

## Situazione pre-gara

### Record
Prima di questa competizione, il record del mondo (RM), il record europeo (EU) ed il record dei campionati (RC) erano i seguenti:
| Record                | Prestazione | Atleta                   | Data                                 | Competizione |
| --------------------- | ----------- | ------------------------ | ------------------------------------ | ------------ |
| Record mondiale       | 14'06"62    | Letesenbet Gidey Etiopia | 7 ottobre 2020 Valencia, Spagna      |              |
| Record europeo        | 14'22"12    | Sifan Hassan Paesi Bassi | 21 luglio 2019 Londra, Gran Bretagna |              |
| Record dei campionati | 14'46"12    | Sifan Hassan Paesi Bassi | 12 agosto 2018 Berlino, Germania     | Europei 2018 |

### Campione in carica
La campionessa europea in carica era:
| Campione | Atleta                   | Prestazione | Data                             | Competizione |
| -------- | ------------------------ | ----------- | -------------------------------- | ------------ |
| Europeo  | Sifan Hassan Paesi Bassi | 14'46"12    | 12 agosto 2018 Berlino, Germania | Europei 2018 |

### La stagione
Prima di questa gara, le atlete europee con le migliori tre prestazioni dell'anno erano:
| Pos. | Atleta                             | Prestazione | Data                          |
| ---- | ---------------------------------- | ----------- | ----------------------------- |
| 1    | Karoline Bjerkeli Grøvdal Norvegia | 14'31"07    | 16 giugno 2022 Oslo, Norvegia |
| 2    | Konstanze Klosterhalfen Germania   | 14'37"94    | 16 giugno 2022 Oslo, Norvegia |
| 3    | Yasemin Can Turchia                | 14'41"40    | 16 giugno 2022 Oslo, Norvegia |

## Risultati

### Finale
La finale si è disputata alle ore 21:42 del 18 agosto.
| Pos.    | Nome                      | Nazionalità   | Tempo    | Note                                     |
| ------- | ------------------------- | ------------- | -------- | ---------------------------------------- |
| Oro     | Konstanze Klosterhalfen   | Germania      | 14'50"47 |                                          |
| Argento | Yasemin Can               | Turchia       | 14'56"91 |                                          |
| Bronzo  | Eilish McColgan           | Gran Bretagna | 14'59"34 |                                          |
| 4       | Maureen Koster            | Paesi Bassi   | 15'03"29 |                                          |
| 5       | Amy-Eloise Markovc        | Gran Bretagna | 15'08"75 |                                          |
| 6       | Calli Thackery            | Gran Bretagna | 15'08"79 |                                          |
| 7       | Nadia Battocletti         | Italia        | 15'10"90 | Miglior prestazione personale stagionale |
| 8       | Selamawit Teferi          | Israele       | 15'14"36 | Miglior prestazione personale stagionale |
| 9       | Viktória Wagner-Gyürkés   | Ungheria      | 15'16"11 | Miglior prestazione personale            |
| 10      | Camilla Richardsson       | Finlandia     | 15'16"71 | Miglior prestazione personale            |
| 11      | Sara Benfares             | Germania      | 15'20"94 | Miglior prestazione personale            |
| 12      | Marta García              | Spagna        | 15'23"36 | Miglior prestazione personale            |
| 13      | Diane Van Es              | Paesi Bassi   | 15'26"44 |                                          |
| 14      | Roisin Flanagan           | Irlanda       | 15'33"72 |                                          |
| 15      | Lisa Rooms                | Belgio        | 15'50"59 | Miglior prestazione personale            |
| 16      | Carla Gallardo            | Spagna        | 15'52"64 |                                          |
| 17      | Cristina Ruiz             | Spagna        | 16'07"70 |                                          |
| 18      | Ilona Mononen             | Finlandia     | 16'10"97 |                                          |
| 19      | Manon Trapp               | Francia       | 16'15"44 |                                          |
| -       | Alina Reh                 | Germania      | dnf      | dnf                                      |
| -       | Karoline Bjerkeli Grøvdal | Norvegia      | dnf      | dnf                                      |
| -       | Sarah Lahti               | Svezia        | dns      | dns                                      |